# Кошалінська вузькоколійна залізниця
54°10′56″ пн. ш. 16°10′05″ сх. д. / 54.182304° пн. ш. 16.167921° сх. д.

Px48-3901 зі спеціальним поїздом на в’їзді до Манова

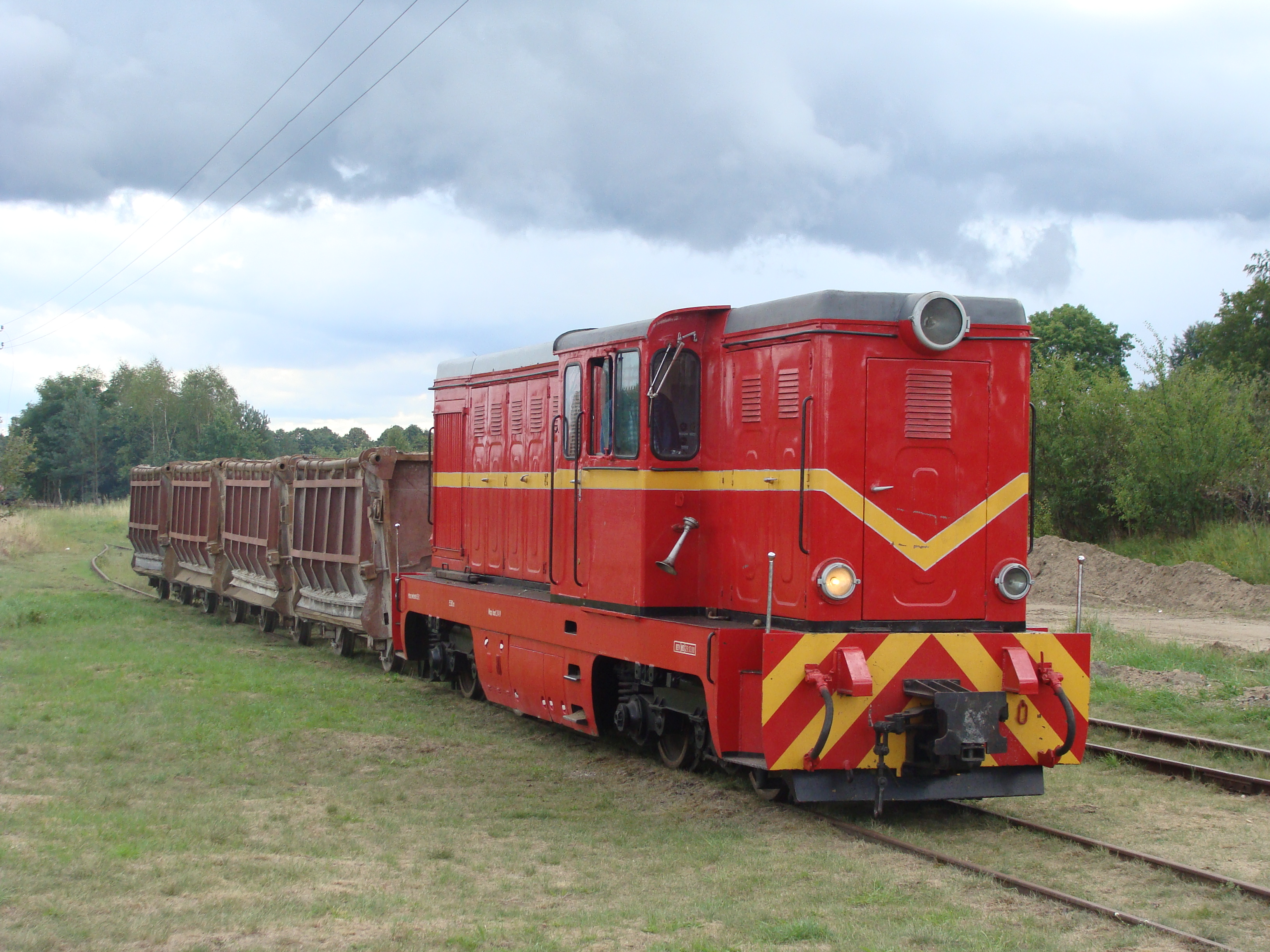
Lxd2 з робочим потягом на станції в Манові

Схема розташування вузькоколійної залізниці в межах Кошаліна з позначенням станції Кошалін-Вузькоколійний.

Кошалінська вузькоколійна залізниця (нім. Köslin-Belgarder Bahnen) – історична вузькоколійна залізниця, розташована у західнопоморському воєводстві, в кошалінському повіті та місті Кошалін. Здійснює сезонні туристичні перевезення в літній час на відрізку залізничної лінії Кошалін-Вузькоколійний – Боболиці-Вузькоколійні, використовуючи відрізок Кошалін-Вузькоколійний – Росново-Вузькоколійне. Перевізником є Товариство кошалінської вузькоколійної залізниці.

## Історія

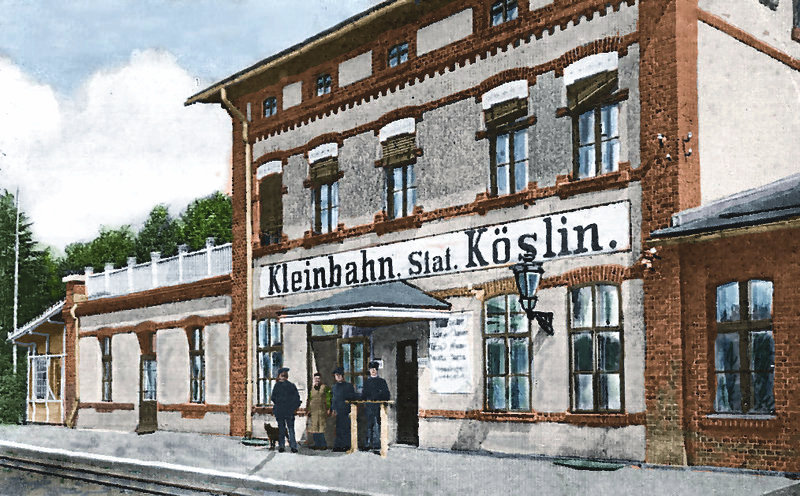
Kösliner Kleinbahnhof (Кошалінський малий вокзал) – нині Кошалін-Вузькоколійний, 20-ті рр.

### 1897–1945рр.
За часів Пруссії на терені Кошалінського повіту постала необхідність будівництва місцевої залізниці. Погана якість доріг створювала щоразу більші проблеми для перевезень і стримувала розвиток численних промислових об’єктів, таких як цегельні чи ґуральні, а також сільських господарств і підприємств. Натомість залізничний транспорт забезпечував безперешкодну доставку матеріалів, необхідних для виробництва, збут продуктів, перевезення працівників, а також забезпечував сполучення частини Кошалінського повіту з іншими частинами держави. Залізниця давала шанс на економічне пожвавлення в регіоні. Рішення про будівництво кошалінської вузькоколійки було прийнято в 1897 р., однак концесію та дозвіл на будівництво було видано 24 травня 1898 р. Було обрано ширину колії 750 мм, яка була нетиповою порівняно з іншими залізницями Західного Помор’я. Такий вибір був продиктований необхідністю заощадити на експлуатації рухомого складу. 24 травня 1898 р., в день видачі концесії на будівництво та експлуатацію кошалінської вузькоколійної залізниці, було утворено Акціонерне Товариство Вузькоколійної Залізниці Кошалін – Нацлав (AG Kleinbahn Köslin–Natzlaff). Її головними акціонерами були кошалінський повіт, а також паровозний завод Краус із Мюнхена. Саме завод Краус постачав матеріали, необхідні для будівництва колії (шпали, рейки і т. д.), а також руховмий склад (паровози). 1 листопада того ж року розпочато перевезення на відрізку Кошалін – Маново – Нацлав (32 км), а в Славненської Повітової Залізниці було орендовано відрізок Нацлав – Яцинкі (7 км). Досягнення добрих показників перевезень заохотило спілку до розбудови колійної мережі.
1 листопада 1905 р. було відкрито черговий, 34-кілометровий відрізок Маново–Сьвеліно–Боболиці, а 2 листопада відрізок Сьвеліно–Бялогард протяжністю 32 кілометри. Після вступу до спілки бялогардського i боболицького повітів було вирішено змінити назву спілки на Акційне Товариство Об’єднаних Вузькоколійних Залізниць Повітів Кошалін, Боболиці та Бялогард (AG der vereinigten Kleinbahnen der Kreise Köslin, Bublitz, Belgard). 16 вересня 1909 р. введено в експлуатацію новозбудований відрізок Бялогард–Рарвіно (20 км). Аби уможливити пасажирські перевезення для мешканців усього регіону (включно із найбільш віддаленими селами), у 1927 році було запущено автобусне сполучення. У 1932 р., в результаті адміністративної реформи в Німеччині було ліквідовано повіт Боболиці. Тому залізниця змінила назву на Акціонерне товариство Кошалінсько-Бялогардської Вузькоколійної Залізниці (Köslin–Bublitz, Belgarder Kleinbahn AG). Два роки потому, через те, що славненська залізниця перебудувала ділянку Славно–Яцинкі–Полянів Пом. (43 км) з 750 на 1435 мм (стандартна колія), у Славненської повітової залізниці почали орендувати ділянку Яцинкі–Полянів Поморський– Жидово (15 км) і на перегоні Яцинкі–Полянів Пом. використовувалася змішана колія, якою могли рухатися як розраховані на стандартну колію, так і вузькоколійні поїзди.
Починаючи з 1933 року в результаті впровадження нацистської політики керівництво кошалінської вузькоколійки почало втрачати незалежність передавши центр управління державі. Тогочасне правління підприємства після 1935 року починає виконувати лише функції адміністративно-виконавчого органу. Кошалінська вузькоколійна залізниця з тих пір була зобов’язана належати створеному в Берліні державному об’єднанню управління у сфері транспорту (Reichsverband Deutscher Verkehrsverwaltungen E.V.), яке об’єднувало, серед іншого, приватні або автономні вузькоколійні лінії, трамвайні та заводські лінії, які забезпечували пасажирський та товарний рух. В той же час президент Кошалінського округу, відповідно до розпорядження Міністра Транспорту Третього Рейху з 13 листопада 1934 року перезатвердив статути всіх підпорядкованих собі вузькоколійних залізниць округу. Підпорядковування вузькоколійних залізниць державі завершилося в 1937 році, коли їх було передано до Залізниць Рейху. Завдяки цьому німецькі залізниці могли використовувати вузькоколійні вузли для потреб війни. Цьому сприяло запровадження нових тарифів на перевезення, під час якого всі вузькоколійні залізниці в кошалінського округу було віднесено до груп «A» та «B». Кошалінський вузол разом із сусіднім колобжезьким вузлом було віднесено до групи «A». В той же час прийнятий у 1937 році чотирирічний план зобов’язав залізницю здійснювати перевезення вторсировини.
Діяльність залізниці перебувала під суворим наглядом держави, а також уніфіковано з іншими вузькоколійними та трамвайними системами Рейху стосовно обсягу транспортних послуг, що вони надавали. Підпорядкування вузькоколійної залізниці державі було одним з елементів ґрунтовної реформи цієї транспортної сфери. Формально Окружна Дирекція Залізниці в Щецині взяла на себе управління вузькоколійними залізницями Західного Помор’я  1 червня 1938 року. Того ж дня було підписано відповідну угоду між президентом кошалінського округу (який був представником уряду) та управлінням товариства. Ще довше тривало формальне завершення використання вузькоколійних залізниць як засобу виплати воєнних відшкодувань 1914–1918 рр., які завершилися 4 липня 1939 року і після чого завершився процес цілковитого підпорядкування вузькоколійних залізниць державі. Така організація роботи вузькоколійних залізниць тривала аж до 1945 року. Вузькоколійна залізниця виконала ще одну важливу роль у 1945 році, коли вона, як і інші вузькоколійні залізниці на Західному Помор’ї, перевозила біженців до збірних пунктів до моменту, коли найважливіші точки кошалінського вузла, а саме Кошалін, Бялогард і Боболиці, були зайняті Червоною армією і доки не припинили транспортувати біженців до порту в Колобжегу. 1945 рік виявився для кошалінської вузькоколійки останнім. Червона армія, що увійшла на цю територію, повністю демонтувала колію, а також вивезла до СРСР рухомий склад.

### 1945–2001рр.

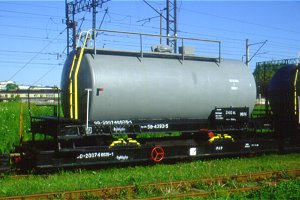
Цистерна з авіаційним пальним на станції Кошалін Вузькоколійний, 90-і рр.

11 квітня 1946 року згідно з постановою Ради Міністрів усі залізничні лінії перейшли до Польських державних залізниць. Рік потому, ймовірно під тиском армії, яка запланувала будівництво аеропорту в Зеґжі-Поморськім, було ухвалено рішення про відбудову кошалінської вузькоколійної залізниці. Вузькоколійка мала спочатку постачати матеріали, необхідні для будівництва аеропорту, а згодом пальне для літаків, а також паливо для обігріву.
Перший потяг маршрутом Кошалін–Сьвеліно–Боболиці (46 км) рушив 1 липня 1948 р. Після відбудови колії до Курозвенча було розпочато будівництво великої станції (третя за величиною на Кошалінській приміській залізниці) і 5 км відгалуження до аеропорту. Для обслуговування кошалінської приміської залізниці було залучено машиністів з познанської вузькоколійної дороги. Натомість будівництво неіснуючого до 1945 р. відрізку Рарвіно–Лепіно (6 км) забезпечує подорожі вузькоколійними поїздами з Кошаліна до Колобжегу, Старгарду, і навіть над Щецинську затоку. Однак основною умовою була зміна ширини колії з 750 до 1000 мм, оскільки таку ширину мали колії збережених у Західному Помор’ї вузькоколійок. Після об’єднання всіх вузькоколійних залізниць на Помор’ї, 1 травня 1949 р. було ліквідовано два управління залізниць у Грифицях і Старгарді (в Кошаліні такого управління не було створено) і присвоєно їм спільну назву Поморська приміська залізниця (ППЗ/PKD).
У 1951 р. ППЗ запустила маршрут Сьвеліно–Бялогард (32 км), а в 1952 р. — Бялогард–Рарвіно–Лепінр–Славобоже (30 км). Єдиним невідновленим відрізком виявилася 42-кілометрова ділянка Маново–Полянув Поморський–Жидово.
Найбільші об’єми перевезень на кошалінській вузькоколійці, що сягнули 500 тис. осіб і 200 тис. тон товарів, зафіксовано в 50-х рр. В наступні роки їх об’єм, однак, суттєво впав. Залізниця перевозила сільськогосподарську продукцію та добрива, але головним призначенням залізниці було перевезення пального для аеропорту в Зеґже. З цією метою в Кошаліні було збудовано спеціальну перевалочну станцію авіаційного пального з вагонів на стандартній колії на вузькоколійні. Також власні відгалуження мала вугільна котельня в Роснові та пилорама в Славобожі. До 80-х рр. XX ст. рух товарних поїздів в сезон збору врожаю відбувався цілодобово. Найнижчий обсяг перевезень зафіксовано в 90-х рр. XX ст. Згодом почався процес поступового припинення руху пасажирських поїздів на окремих ділянках. У 1984 р. закрито лінію Сьвеліно–Боболиці (16 км). У 1991 р., після сходження з рейок товарного потяга, спричиненого поганим технічним станом колії, було припинено перевезення товарів на лінії Бялогард–Славобоже. На зламі 80-х і 90-х рр. XX ст. цілісна до того часу мережа ППЗ розпалася на три окремі залізниці: Кошалінська ПЗ із управлінням у Кошаліні, Грифицька ПЗ із управлінням в Грифицях, а також Старгардська ПЗ із управлінням в Старгарді. У 1992 р. припинено пасажирський рух на відрізку Бялогард–Славобоже (30 км), а також ліквідовано локомотивне депо в Бялогарді.
У 1995 році в Кошаліні було засновано Асоціацію друзів вузькоколійної залізниці. Ця асоціація організувала багато заходів для туристів і кошалінян (на перший день весни, День дитини і т. д.). Великим успіхом цієї асоціації стало внесення залізниці до реєстру пам’яток, однак внести вдалося лише лінію Кошалін–Сьвеліно, інженерні об’єкти, а також два снігоприбиральні плуги з Кошаліна. Більше не дозволив воєводський консерватор пам’яток зі Щецина. Внесення до реєстру відбулося в 2000 р, і відтоді ця частина лінії захищена від демонтажу (неможливо організувати тендер на демонтаж колії). В ці роки кошалінська вузькоколійка стала своєрідним літньо-святковим атракціоном для мешканців міста. 30 вересня 1996 р. було також зачинено відрізок Сьвеліно–Бялогард (32 км).
Під час літнього сезону 2000 року з червня до кінця серпня маршрутом скористалося 12 тис. пасажирів, однак утримання колії в тому році коштувало ПКП 1,5 млн злотих. У 2001 р. лінію Кошалін–Сьвеліно (30 км) було скорочено на 10 км, а до кінцевої станції Росново залізниця доїжджає лише у період канікул. Здійснювався лише один рейс на день: з Кошаліна о 10:00 і зворотній до Кошаліна з Роснова о 14:25. 17 вересня 2001 р. у свій останній рейс до аеропорту виїхав товарний потяг, a 22 вересня припинено сполучення на відрізку Сьвеліно–Кошалін. Остаточно Кошалінську вузькоколійну залізницю було зачинено 1 листопада 2001 року, а Асоціація припинила діяльність. Невдовзі після цього увесь залишений на колії рухомий склад був вивезений або розграбований до стану, що унеможливлює його подальшу експлуатацію. Особливо важкі наслідки мало розкрадання колій. Таким чином увесь маршрут за Мановом, за виключенням короткого відрізку в Роснові, був цілковито знищений.

### Після 2005р.

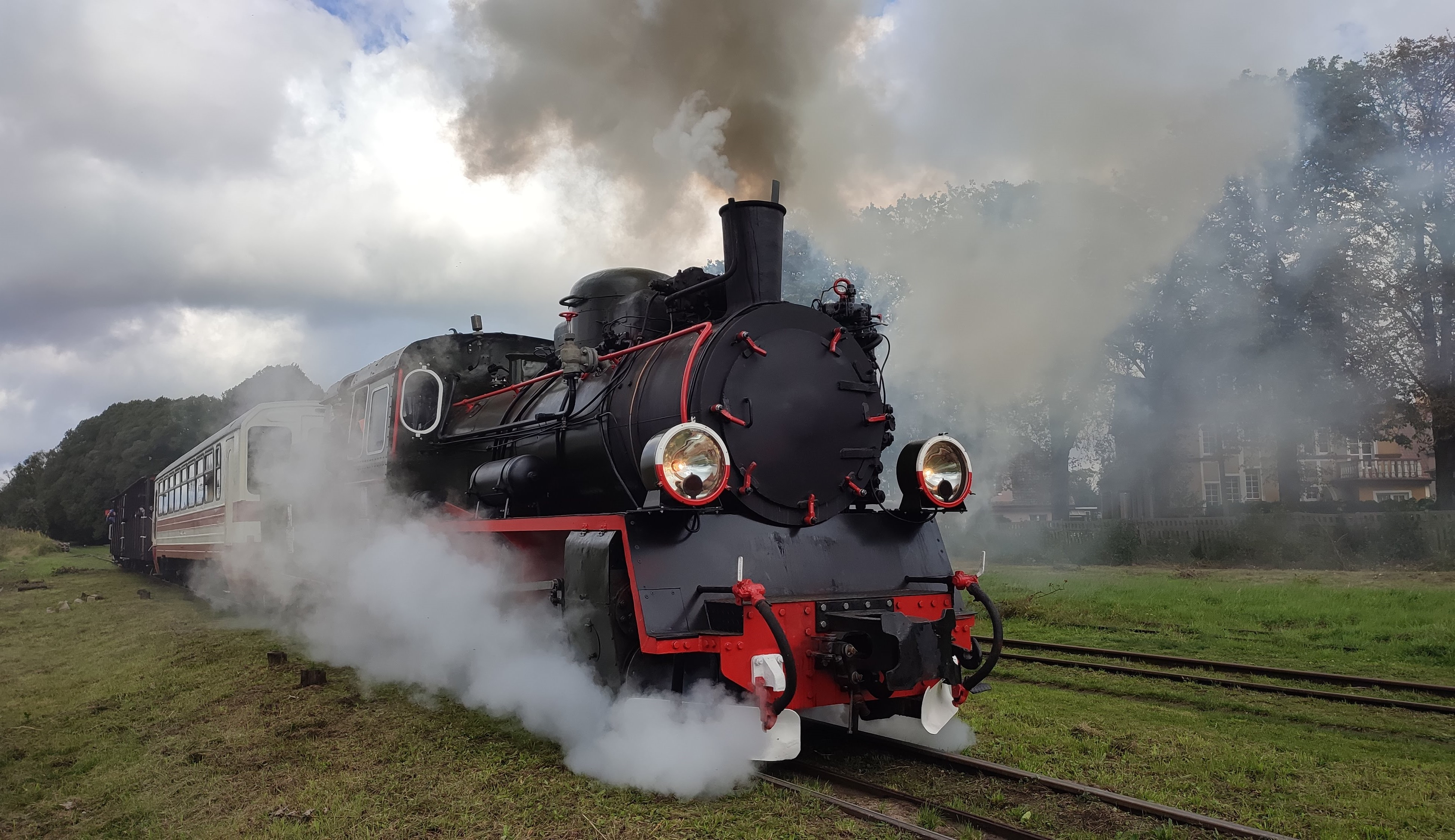
Px48-3901 рушає з першим пасажирським потягом зі станції Кошалін Вузькоколійний у 2021 році

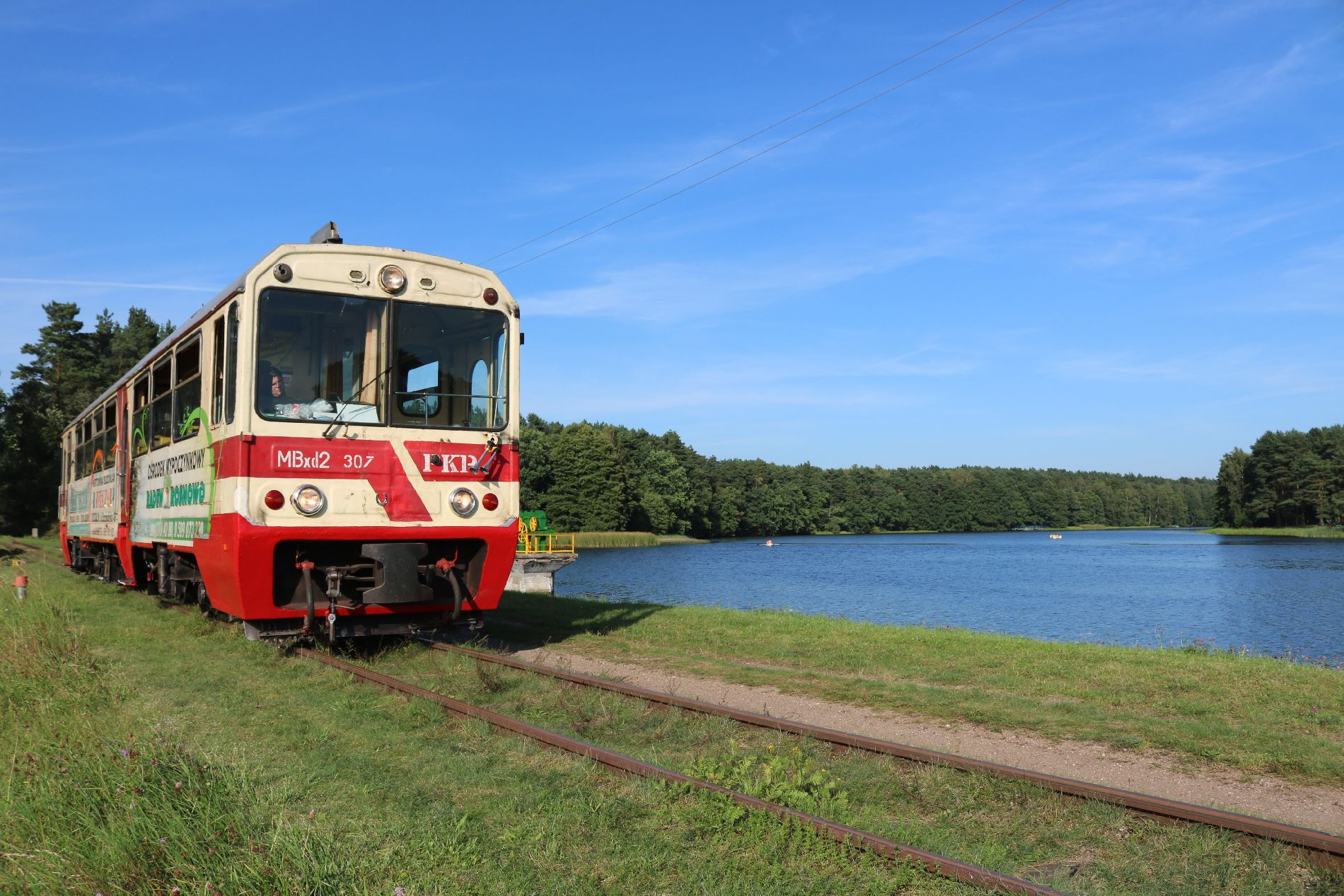
MBxd2-307 з пасажирським потягом на гребені дамби електростанції в Роснові, 2016 рік

7 листопада 2005 р. було створено Товариство кошалінської вузькоколійної залізниці. Його основною метою був порятунок від знищення і відновлення функціонування вузькоколійки, однак це товариство не мало зв’язків із попередньою асоціацією.
В тому ж році члени товариства почали спільну роботу на території локомотивного депо станції Кошалін-Вузькоколійний, а також на колії в бік Роснова. Перші два роки функціонування  товариство зосередилося на безпеці зруйнованих технічних засобів, а також про очищення ділянки колії Кошалін–Маново. Переломним роком у функціонуванні залізниці став 2008 р. До будівлі локомотивного депо було підключено струм, встановлено охоронну сигналізацію, а також інші необхідні для функціонування засоби. У травні того ж року відбулося перше перевезення рухомого складу з Доброї Новогардської до Кошаліна. Тоді було перевезено моторний вагон Mbxd2-307.
Після завершення ремонту моторного вагону, товариство відкрило технологічний рух, метою якого було відновлення технічної справності лінії Кошалін–Бонін. 13 вересня відбувся перший фестиваль на станції Бонін, а тиждень потому перший потяг за 5 років прибув на станцію в Манові. Втім, головною метою була відбудова колії до Роснова. На початку 2009 р. почалися підготовчі роботи до відбудови відрізка довжиною 4 км між Маново і Росново. Тим часом було доставлено другу одиницю транспорту до Кошаліна. На цей раз то був локомотив Lxd2-476, вагон-буфет BTxhi, вагон Bxhpi, літній вагон, а також два кабузи.
У 2018 р. обрано виконавця капітального ремонту паровоза Px48-3901, фінансованого за кошт кошалінського громадянського бюджету. Цей паровоз, що був власністю Народного музею в Щецині, після виведення з експлуатації в 1996 р. опинився в скансені в Грифицях, а в 2019 р. був наданий в безоплатне користування Товариству кошалінської вузькоколійної залізниці. 25 вересня 2021 р. розпочалися перевезення за участі цього локомотива.
У травні 2019 р. сталася аварія за участі вузькоколійного локомотива. Поблизу залізничного переїзду біля вул. Каменярської в районі Комунального кладовища стався інцидент, в результаті якого чоловік, що потрапив під локомотив, загинув на місці. Пасажири потяга не постраждали. Чергова аварія сталася 11 серпня 2022 року, коли автомобіль на залізничному переїзді з воєводською трасою 168 зіштовхнувся із потягом, що спричинило сходження паровоза з рейок, при чому машиністи отримали легкі травми.
У 2022 році було перевезено 17 095 пасажирів, що було найкращим показником з часу відновлення залізниці. У 2023 році було перевезено 21,3 тисяч пасажирів.
| Рік  | Кількість пасажирів |
| ---- | ------------------- |
| 2013 | 12,0 тис.           |
| 2014 | 10,0 тис.           |
| 2015 | 10,0 тис.           |
| 2016 | 10,0 тис.           |
| 2017 | 12,0 тис.           |
| 2018 | 13,7 тис.           |
| 2019 | 13,3 тис.           |
| 2020 | 9,0 тис.            |
| 2021 | 13,1 тис.           |
| 2022 | 17,1 тис.           |
| 2023 | 21,3 тис.           |

## Маршрути та станції
| км                             | назва               | німецька назва                                      |
| лінія Кошалін Вузьк.–Нацлав    |                     |                                                     |
| 0,0                            | Кошалін Вузьк.      | Köslin Kleinbahnhof / Ldb.                          |
| 1,8                            | Кошалін Підгір'я    | Köslin Gasanstalt                                   |
| 3,0                            | Кошалін Жально      | Köslin Friedhof                                     |
| 4,5                            | Кретоміно           | Krettmin                                            |
| 8,6                            | Бонін               | Bonin                                               |
| 11,7                           | Маново              | Manow                                               |
| 12,5                           | Маново Маєток       | Manow Gutsweiche                                    |
| 16,6                           | Вишево              | Seidel                                              |
| 18,8                           | Смоґожевиці         | Leopoldshöhe                                        |
| 23,1                           | Вевюрово            | Viverow                                             |
| 26,9                           | Косьцерниця Сполуч. | Kösternitz Anschluß                                 |
| 27,6                           | Косьцерниця Вузьк.  | Kösternitz                                          |
| 32,3                           | Нацлав              | Natzlaff                                            |
| Лінія Маново – Боболиці Вузьк. |                     |                                                     |
| 0,0                            | Маново              | Manow                                               |
| 3,0                            | Прибирадз           | Finkenborn                                          |
| 4,9                            | Жабова              | Wilhelmstal (Kr. Köslin)                            |
| 6,6                            | Затишшя             | Grünhof                                             |
| 7,9                            | Росново Вузьк.      | Roßnow                                              |
| 9,3                            | Гнівиці             | Hirschfelde (Kr. Köslin)                            |
| 10,2                           | Курозвенч           | Kursewanz                                           |
| 13,4                           | Кремпиця            | Crampe (Kr.Bublitz), Krampe (Kr. Köslin)            |
| 14,4                           | Кремпа Кошалінська  | Crampe Dorf (Kr. Bublitz), Krampe Dorf (Kr. Köslin) |
| 17,0 0,0                       | Сьвеліно            | Schwellin                                           |
| 3,6                            | Божневиці           | Hufenberg                                           |
| 7,2                            | Добротіхи           | Dubbertech                                          |
| 10,8                           | Глодова Кошалінська | Goldbeck Haltestelle, Goldbeck (Kr. Köslin)         |
| 11,8                           | Глодовець           | Goldbeck Haltepunkt                                 |
| 16,9                           | Боболиці Вузьк.     | Bublitz Ldb.                                        |

## Виноски
1. ↑  Widok z mojego okna (o koszalińskiej wąskotorówce).
2. ↑  Historia koszalińskiej kolei wąskotorowej.
3. ↑  Parowozy wąskotorowe w 2018 r. ZDG TOR Sp. z o.o. 2 czerwca 2018.
4. ↑  Auto wjechało w Koszalińską Kolej Wąskotorową. Raport Kolejowy. 12 sierpnia 2022.
5. ↑  Podsumowanie rekordowego roku na Koszalińskiej Kolei Wąskotorowej (пол.).
6. 1 2  Koleje Wąskotorowe w Polsce. Analiza danych statystycznych za 2023 r. Warszawa: Urząd Transportu Kolejowego. 2024. с. 14.
7. 1 2 3 4 5 6 7 8 9 10  Koleje Wąskotorowe w 2022 r. (PDF). Warszawa: Urząd Transportu Kolejowego. 2023. с. 23.

## Зовнішні посилання
- www.waskotorowka.koszalin.pl
- Powstanie, rozwój i upadek zachodniopomorskich kolei dojazdowych
- Amatorski film dokumentujący przejazd pociągu na trasie Świelino-Koszalin Wąskotorowy nakręcony w roku 2000